# Protestas en Bielorrusia de 1996-1997
Las protestas en Bielorrusia de 1996-1997, conocida también como primavera de Minsk o primavera bielorrusa (en bielorruso: Мінская вясна, Беларуская вясна) fueron una serie de protestas callejeras masivas entre 1996 y 1997 contra el presidente Lukashenko.

## Antecedentes
Las protestas fueron desencadenadas por un referéndum constitucional sobre enmiendas a la Constitución de Bielorrusia de 1994. El referéndum fue convocado luego de una disputa entre el presidente Lukashenko y el parlamento electo sobre la propuesta del presidente de enmendar la constitución para extender su mandato de cinco a siete años, crear una segunda cámara legislativa cuyos miembros serían designados por el presidente, y limitar el poder del Tribunal Constitucional.
Oficialmente, el público votó a favor de las enmiendas por una amplia mayoría, aunque muchos países, incluidos los Estados miembros de la Unión Europea y Estados Unidos, criticaron duramente las condiciones en las que se celebró el referéndum y se negaron a reconocer sus resultados:
“El referéndum constitucional ocurrió en un ambiente político represivo y con un control generalizado de los medios por parte del gobierno. Mediante este control, el Gobierno negó a los votantes el acceso a las opiniones de la oposición, incluidos los miembros del Parlamento y del Tribunal Constitucional ”.
El referéndum resultó en la disolución del Consejo Supremo, que fue reemplazado por un nuevo parlamento bicameral. El presidente eligió a los miembros de la cámara baja y ganó una influencia sustancial sobre la cámara alta. El resultado neto fue la destitución efectiva de todos los representantes de los partidos de oposición del gobierno.

## Eventos
Las protestas de 1996 comenzaron con la conmemoración de un aniversario de la República Popular Bielorrusa el 24 de marzo y alcanzaron su punto máximo durante el Camino de Chernóbil el 26 de abril de 1996, que se convirtió en una de las manifestaciones más grandes en el período entre la revolución de 1991 y las protestas iniciadas en 2020. Según diversas estimaciones, entre 60 y 100 mil personas acudieron a la avenida central de Minsk.
Tras los cambios constitucionales de 1996, el sistema político bielorruso se volvió cada vez más autoritario y el gobierno buscó restringir las libertades políticas. Las autoridades no reprimieron la mayoría de las manifestaciones autorizadas y luego dispersaron brutalmente las "no autorizadas". Comenzaron a aplicar una amplia gama de medidas represivas contra sus participantes.
Las detenciones arbitrarias de manifestantes se han convertido en algo habitual. En violación de los términos tanto de la constitución bielorrusa como de los instrumentos internacionales como el Pacto Internacional de Derechos Civiles y Políticos (ICCPR), del que Bielorrusia es Estado parte, Lukashenko emitió un decreto en marzo de 1997 que limitó severamente el derecho de manifestación de los ciudadanos, regulando incluso los tipos de símbolos, banderas y pancartas que pueden utilizar los participantes.
Las protestas se reanudaron en 1997 con al menos 10 000 manifestantes marchando por el centro de Minsk el 16 de marzo.
La Carta 97, una declaración que pide la democracia en Bielorrusia, se publicó en el aniversario del referéndum de 1996.